# Campiglossa freyae
Campiglossa freyae este o specie de muște din genul Campiglossa, familia Tephritidae. A fost descrisă pentru prima dată de Lindner în anul 1928. Conform Catalogue of Life specia Campiglossa freyae nu are subspecii cunoscute.